# イワノフカ事件
イワノフカ事件（いわのふかじけん、ロシア語: Инцидент в Ивановке）は、1919年3月22日、シベリア出兵中の日本軍が、ロシア白軍からの要請で、白軍と敵対する抗日パルチザン（革命派武装勢力）に対する掃討作戦を各地で展開する過程で、革命派武装勢力派のイワノフカ村（アムール州ブラゴベシチェンスク郊外）を白軍と共に焼討ちし、数百名の村民を焼殺および銃殺した事件。イヴァノフカ事件とも呼ばれる。

## 経過

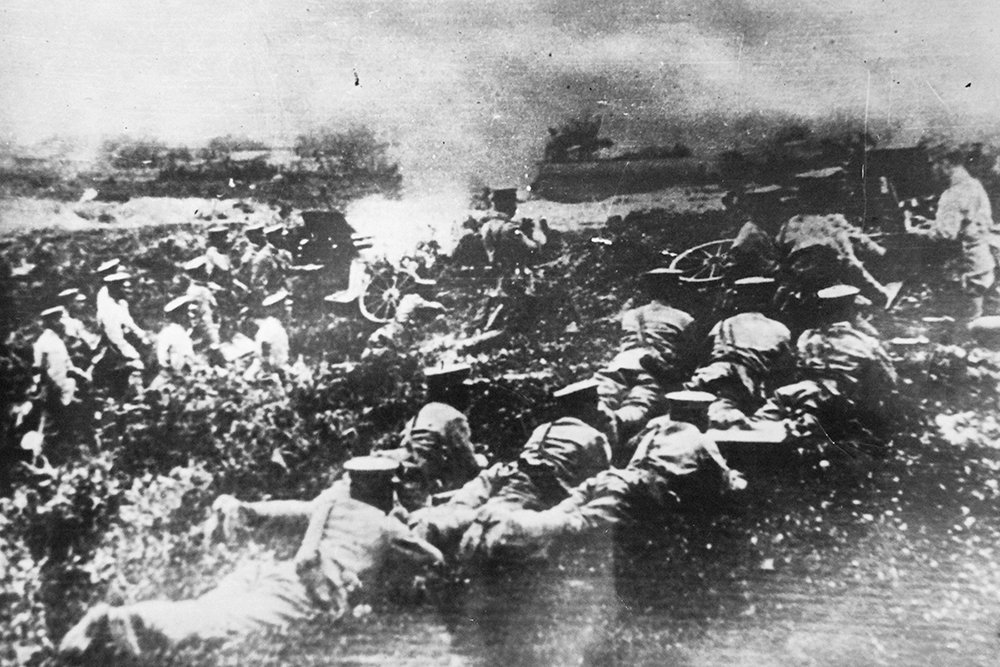
日本軍が村に向かって移動している

ロシアでは、極めて厳しい講和条件を課した1918年3月のブレスト＝リトフスク条約に刺激され、1917年に発足したボリシェヴィキ政権への反対運動が活発化し始め、ロシアの民主主義者・共和主義者・君主主義者・保守派・自由主義者の白側と、共産主義勢力支持派の赤側に分かれて大規模な反乱・蜂起など内戦が勃発していた(ロシア内戦)。
帝政期からのロシア軍と臨時政府に忠誠を誓っていたコサック軍で構成された白軍は都市部こそ掌握したものの、農村は十月革命後に復員した兵士、貧農・雇農も多くボリシェヴィキ寄りの村・郷も多く、白軍や日本軍の武装解除の要求に応じないことがあったという。イワノフカ村自体はもともと豊かで反ボルシェビキの気運も強かったと言われていた。出兵前の1918年2月、日本軍は現地政権の基礎となる勢力をコサックとし、アムール州では日本軍に応援を要請した右派エスエル党に所属する反革命指導者のアタマン・ガーモフの支援を決めていた。
英仏両国の打診により1918年夏にロシア極東部に出兵することを決めた日米連合軍は、同年8月にそれぞれにウラジオストクに上陸していた。日本軍は白軍からの要請に応じ各地で赤衛隊との戦いを繰り返していた。

### マザノヴォ事件
1919年1月からは主として農民から成るパルチザンが敵対勢力として現れた。1919年1月、日本守備隊の横暴に苦しめられたマザノヴォ村の村民が7日か8日に隣のソハチノ村の地下組織本部に救援を求め、地下組織は近隣農民千人以上を動員し、10日守備隊を襲撃。守備隊は弾薬が尽き多大な犠牲を負って退却させられた。日本側は戦死6、負傷7、行方不明4、凍傷患者34だったという。反撃に出た日本軍の討伐隊はゼーヤ川沿いに進撃。途中手当たり次第に村々を焼き、11日にマザノヴォ村を占領。13日未明にソハチノ村を襲撃し、逃げ遅れた女子供を含む全員を銃殺し村を完全に焼き払った。

### イワノフカ事件
マザノヴォ事件以降、ブラゴヴェシチェンスク市ソビエト議長兼アムール州人民委員会議長ムーヒンは農民の自然発生的決起を抑えることにつとめた。しかし、1月下旬には日本政府の予備役･後備役の動員解除の方針を受けて日本軍兵力が減少、1月26日クラスヌイ・ヤールでアムール州の第二地区地下組織の代表者会議では農民代議員の圧倒的多数の主張により即時蜂起が決定された。ム－ヒンも蜂起の指導を引き受けることを決意した。1919年2月のユフタの闘いでパルチザンゲリラに急襲され150人の歩兵七二連隊第三大隊が全滅、後続部隊も奇襲を受けて107人が死亡するなど、民間人そのものの蜂起や民間人に偽装し攻撃してくる革命勢力により戦死が相次ぎ、日本軍は敵対する村落をロシア白軍と共に焼き討ちする方針を打ち出していた。マザノヴォ村の件で福田雅太郎参謀次長は第十二師団に行き過ぎを戒める訓電を発し、それを受けて浦潮派遣軍参謀長は師団に自重を求めたが、大井師団長は事実上これを黙殺した。3月22日白軍ロシア人将校を交えた日本軍兵とコサック兵が砲撃の後、侵入し家屋を焼討ち、虐殺や略奪や強姦を行った。さらに、翌23日コサック兵らが再び略奪、放火、暴行を繰り返した。村には中国人もいて200人が集められ射殺されそうになったが、中国人民警が止めた。アムール州で日本軍により焼き討ちを受けた村落は複数あるが、反白軍を鮮明に打ち出したことで最大の虐殺を受けたのがイワノフカ村であったとされる。
反ボリシェヴィキ政権の戦闘は1920年まで散発したが、1922年のシベリア沿海州における白軍政権の崩壊をもって内戦は終結した。ボリシェヴィキによるソヴィエト社会主義共和国同盟を支持しないロシア人は、白系ロシア人として日本に多数が亡命した。